# Ixodes dentatus
Ixodes dentatus är en fästingart som beskrevs av Marx 1899. Ixodes dentatus ingår i släktet Ixodes och familjen hårda fästingar. Inga underarter finns listade i Catalogue of Life.